# Radio WMW
Radio Westmünsterland-Welle est une station de radio locale privée de l'arrondissement de Borken en Allemagne.

## Histoire
Le 4 avril 1992, Radio WMW est en possession d'une licence de transmission transmise par la Landesanstalt für Medien Nordrhein-Westfalen. De 1990 à 2013, Reiner Mannheim est rédacteur en chef. Son successeur est depuis le 1er juillet 2014, Lennart Thies.
Depuis mai 2016, l'exploitation des fréquences FM est assurée par le fournisseur Uplink Network, qui remplace Media Broadcast, dans le contexte de la libéralisation du marché.
En raison d'un différend entre Uplink Network et Radio NRW, les radiodiffuseurs par Radio NRW et donc par Radio WMW furent menacés de cesser. Grâce à des discussions communes, une solution est néanmoins trouvée en juin 2018.

## Programme
Radio WMW diffuse environ neuf heures de programmation locale du lundi au vendredi, quatre heures le samedi et trois heures le dimanche. Le reste du programme et les informations à chaque heure sont produits par Radio NRW. En semaine, la radio locale diffuse de trois à cinq minutes de nouvelles locales entre 6h30 et 18h00. De plus, les informations météorologiques et routières locales sont diffusées toutes les demi-heures ou toutes les heures.

## Diffusion
| Émetteur                    | Frequence  | Force de transmission | RDS      |
| --------------------------- | ---------- | --------------------- | -------- |
| Bocholt Hohenstaufenstrasse | 88,40 MHz  | 1 kW                  | RADIOWMW |
| Ahaus                       | 93,00 MHz  | 0,5 kW                | RADIOWMW |
| Borken Bahnhofsstraße       | 97,6 MHz   | 1 kW                  | RADIOWMW |
| Gronau                      | 103,60 MHz | 0,01 kW               | RADIOWMW |

En outre, Radio WMW a également des fréquences de câble. Il s'agit des fréquences 87,95 MHz pour Ahaus, Gescher, Gronau, Heek et Schöppingen et 105,80 MHz pour Bocholt, Borken, Heiden, Rhede, Stadtlohn et Vreden.

## Source de la traduction
- (de) Cet article est partiellement ou en totalité issu de l’article de Wikipédia en allemand intitulé « Radio WMW » (voir la liste des auteurs).